# Jüdischer Friedhof (Bad Wimpfen)

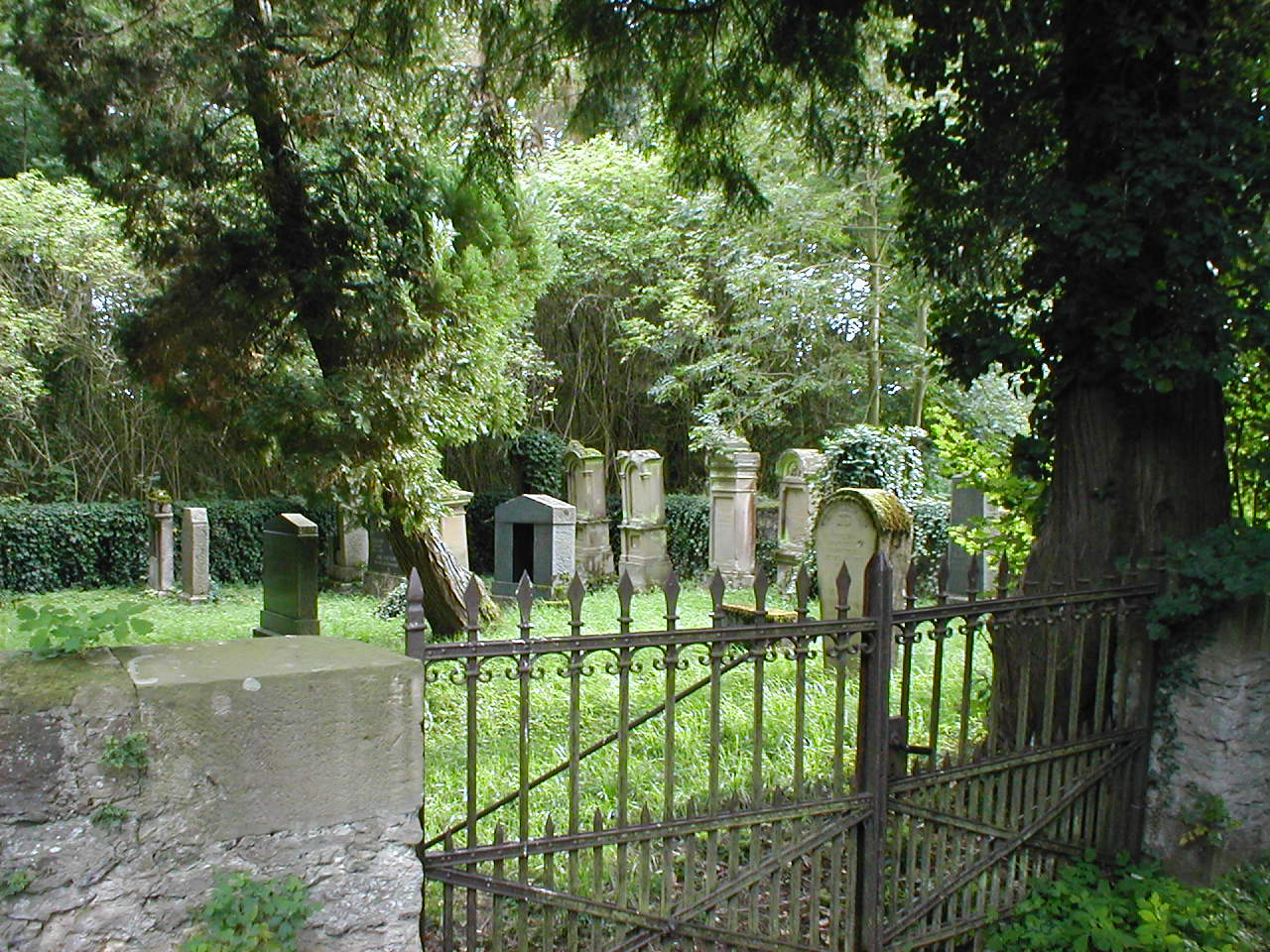
Jüdischer Friedhof Bad Wimpfen

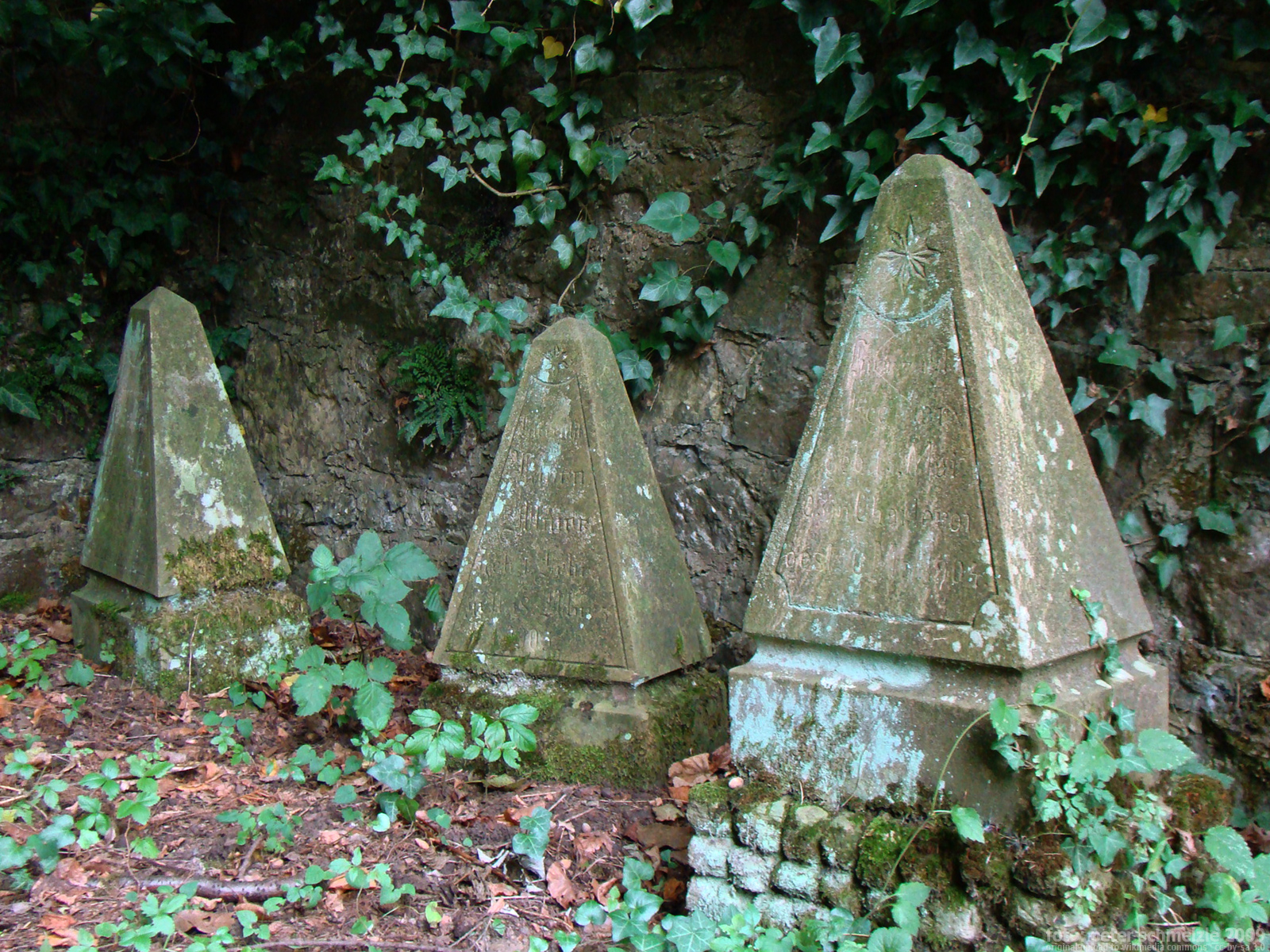
Kindergrabmale

Der Jüdische Friedhof Bad Wimpfen ist ein gut erhaltener Jüdischer Friedhof in Bad Wimpfen (Landkreis Heilbronn, Baden-Württemberg).

## Beschreibung
Auf dem 330 m² großen Friedhof, der am Ortsausgang nach Heinsheim an der Erich-Sailer-Straße liegt, befinden sich 21 Grabsteine für Juden aus Bad Wimpfen, die von 1896 bis 1943 verstorben sind.

## Geschichte
Ende des 15. Jahrhunderts wurde von den Wimpfener Juden der Jüdische Friedhof Neudenau mitbenutzt. Der Flurname Judenkirchhof deutet darauf hin, dass zwischen dem 16. und 18. Jahrhundert möglicherweise ein jüdischer Friedhof in Bad Wimpfen bestand. Seine Lage ist aber nicht mehr bekannt.
Vom 16. bis zum 18. Jahrhundert wurde von den Juden aus Bad Wimpfen der Jüdische Friedhof Heinsheim mitbenutzt, im 19. Jahrhundert auch der Jüdische Friedhof Bad Rappenau. Erst 1896 erhielt die Jüdische Gemeinde Bad Wimpfen am Wimpfener Ortsrand eine eigene Begräbnisstätte.